# Elecciones provinciales de Tucumán de 1963
Las elecciones generales de la provincia de Tucumán de 1963 tuvieron lugar el domingo 23 de febrero del mencionado año, con el objetivo de restaurar las instituciones democráticas constitucionales y autónomas de la provincia después de la intervención federal acontecida tras el golpe de Estado del 29 de marzo de 1962, que derrocó al gobierno de Arturo Frondizi. Tuvieron lugar con el Partido Peronista proscripto e impedido de presentarse a elecciones, su líder Juan Domingo Perón exiliado, y el expresidente Frondizi encarcelado, por tal motivo no se considera que las elecciones fueran completamente libres y justas. Fueron las decimoquintas elecciones provinciales de Tucumán desde la instauración del sufragio secreto en el país.
Casi un tercio de los votos fueron en blanco o anulados, alcanzando el 32.90% de las preferencias, evidenciando el voto de peronistas, comunistas y parte de los frondicistas. El gobernador depuesto en 1962, Celestino Gelsi, obtuvo la primera minoría de votos válidos con el 33.03% logrados por su partido, la Unión Cívica Radical Intransigente (UCRI), y por la Unión del Pueblo Argentino (UDELPA), que apoyó su candidatura. Carlos Alfredo Imbaud del Movimiento Recuperación Tucumán, el primer interventor federal de facto tras el golpe, logró el 17.79%. Lázaro Barbieri de la Unión Cívica Radical del Pueblo (UCRP) quedó tercero con el 15.36%, seguido de Carlos Sarrulle, del partido Justicia Social, con el 13.01%. En último lugar quedó Isaías Nougués, del partido Defensa Provincial - Bandera Blanca (DP-BB), con el 11.06%. La participación fue del 77.40% del electorado registrado.
En el Colegio Electoral Provincial, 20 electores correspondieron a Gelsi, 17 a Imbaud, 13 a Barbieri, 5 a Sarrulle y 2 a Nougués. Después de una serie de negociaciones, Gelsi cedió sus electores a Barbieri, que solo había recibido el 10% de los votos emitidos. Barbieri resultó de este modo electo y asumió el 12 de octubre de 1963. No pudo, sin embargo, completar su mandato constitucional, ya que fue depuesto por el golpe de Estado del 28 de junio de 1966.